# Wolmerkusen
Koordinaten: 51° 8′ 28″ N, 8° 38′ 24″ O
Wolmerkusen ist eine Dorfwüstung südöstlich von Hesborn, einem Stadtteil von Hallenberg im Hochsauerlandkreis, Nordrhein-Westfalen. Wann der Ort wüst fiel, ist nicht gewiss, und auch seine Lage ist nur ungefähr bekannt.
Die kleine Siedlung lag wahrscheinlich in der Nähe des Bachs „Dormecke“, kurz vor dessen Mündung in die Olfe: dort waren Ende des 19. Jahrhunderts eine Feldflur namens „Wolmerkusen“ und der „Wolmerkuser Weg“ bekundet.
Auf dem etwa 1 km nördlich des Ortszentrums von Hesborn gelegenen Stolzenberg (623 m) befinden sich Reste von Wallanlagen einer 1694 als zerstört bezeichneten Burg, in deren Schutz die Siedlungen Wolmerkusen und Hesborn entstanden. Vom frühen 14. Jahrhundert bis mindestens 1415 war die Burg Sitz der Herren von Wolmerkusen, die zu den kurkölnischen Burgmannen in Hallenberg gehörten. Ein „Garten der von Wolmerkusen vor der Oberporten“ in Hallenberg wird im Jahre 1370 erwähnt. Sie traten um 1420 in den Dienst der Grafen von Waldeck, wanderten ins Waldecksche ab, wurden in der Folge als die von Wolmeringhausen bezeichnet und starben 1635 im Mannesstamm aus.